# أرارونا، بارانا
أرارونا، بارانا بلدية في ولاية بارانا في المنطقة الجنوبية من البرازيل.